# کمال‌الدین مرعشی
سید کمال‌الدین مرعشی آملی شاعر و دانشمند مرعشی است که دومین پادشاه سلسلهٔ مرعشیان تبرستان نیز می‌باشد. وی فرزند و جانشین میربزرگ بوده‌است.

## علم
وی در حدیث، فقه، اصول، عرفان، معقول، تجوید و ریاضی سررشته داشته و به خوبی شعر می‌گفت.
از آثارش این عنواین نام برده شده:
- زاد القراء
- هدایة الادیب
- منیة الحکیم
- دلیل الحیران
- بغیة الفقیه

## حکومت

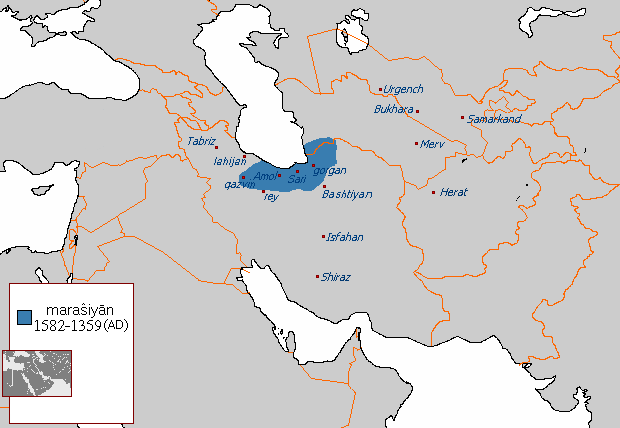
گسترش فرمانروایی مرعشیان در عهد کمال‌الدین

سید قوام‌الدین، پس از اینکه آمل را فتح نمود، ابتدا فرزند بزرگ خویش عبدالله را برای جانشینی برگزید ولی عبدالله با اظهار تمایل به زهد و گوشه‌گیری این پیشنهاد را رد نمود. سپس قوام‌الدین کمال‌الدین را انتخاب کرد. کمال‌الدین این خواسته را پذیرفت تا پدر را به دلیل کهولت سن، در ادامهٔ راه یاری نماید.
کمال‌الدین پس از آن‌که ساری را فتح کرد، آن شهر را به عنوان پایتخت خود برگزید. سرانجام نیز در سال ۷۹۴ قمری در جنگ با امیر تیمور گورکانی وی و نزدیکانش به اسارت درآمدند.